# Podporozje
Podporozje (russisk: Подпоро́жье) er en by i den nordvestlige del af den europæiske del af Rusland.
Podporozje ligger ca. 285 kilometer nordøst for Sankt Petersborg ved floden Svir, der løber fra Onegasøen vest på til Ladogasøen. Byen har et indbyggertal på 15.512 (2024) indbyggere og ligger i Leningrad oblast.